# Champions Chess Tour Finale 2021
Das Meltwater Champions Chess Tour Finale 2021 war ein über das Internet veranstaltetes Schnellschachturnier, das vom 25. September 2021 bis zum 4. Oktober 2021 stattfand. Es war das zehnte und letzte Turnier der Turnierreihe Champions Chess Tour 2021 und wurde als Rundenturnier mit 9 Runden Minimatches mit jeweils vier Schnellschachpartien ausgetragen.

## Übertragung
Das Turnier wurde im Internet unter anderem kostenlos auf Chess24.com übertragen und in mehreren Sprachen kommentiert.

## Modus
Die Spieler starteten mit Bonuspunkten, die auf ihrer Leistung während der gesamten Champions Chess Tour 2021 basierten. Die Teilnehmer spielten jeden Tag ein Match, bei dem es um ein Maximum von 3 Punkten ging. Der Spieler der nach 9 Runden die meisten Punkte gesammelt hatte, war der Champions Chess Tour 2021 Champion.
In jedem Match wurden vier Schnellschachpartien mit einer Bedenkzeit von 15 Minuten für alle Züge plus einem 10 Sekunden Inkrement nach jedem Zug gespielt. Der Gewinner erhielt 3 Punkte und der Verlierer 0. Wenn das Match unentschieden endete, kam es zu einem Blitz-Tie-Break, bei dem die Spieler zwei Partien mit einer Bedenkzeit von 5 Minuten und einem Inkrement von 3 Sekunden spielten. Wenn das Ergebnis des Tie-Breaks immer noch ausgeglichen war, wurde eine einzelne Armageddon-Partie gespielt, bei der Weiß 5 Minuten und Schwarz 4 Minuten Bedenkzeit zur Verfügung hatte. Ein Remis im Armageddon zählte als Sieg für Schwarz. Der Gewinner des Tie-Break erhielt 2 Punkte, der Verlierer 1 Punkt.
Für den Turnier- und damit auch Toursieger war ein Preisgeld von 100.000 US-Dollar ausgelobt. Insgesamt betrug das Preisgeld 300.000 US-Dollar.

## Teilnehmer
Für das Finale hatten sich insgesamt zehn Spieler qualifiziert. Für die Qualifikation gab es folgende Regeln:
1. Die Gewinner der Major-Turniere waren direkt qualifiziert.   Das waren Teymur Rəcəbov als Gewinner der Airthings Masters (Major), Anish Giri als Gewinner des Magnus Carlsen Invitational 2021 (Major) und Magnus Carlsen als Gewinner des FTX Crypto Cup (Major).
2. Die besten acht der Turnierwertung waren qualifiziert. Darunter konnten auch die Sieger der Major-Turniere sein.  Außer den drei Turniersiegern der Major-Turniere, die allesamt unter den Top 8 der Turnierwertung waren, hatten sich Wesley So (2. der Turnierwertung), Lewon Aronjan (3.), Jan Nepomnjaschtschi (6.), Hikaru Nakamura (7.) und Wladislaw Artemjew (8.) als bestplatzierte der Wertung qualifiziert.
3. Die letzten beiden Plätze wurden per Wildcard an die leistungsstärksten Spieler vergeben, die sich nicht aufgrund der ersten beiden Qualifikationsmöglichkeiten qualifiziert haben. Da Jan Nepomnjaschtschi aus terminlichen Gründen  nicht am Finale teilnehmen konnte, wurden drei Wildcards vergeben. Diese gingen an Maxime Vachier-Lagrave (9.), der seine Qualifikation nur knapp verpasste, Şəhriyar Məmmədyarov (12.) und Jan-Krzysztof Duda (16.) als Gewinner des Weltpokals.

| Nr. | Name               | Elo-Zahl (September 2021) | Weltrangliste (September 2021) | Elo-Zahl Rapid (September 2021) | Weltrangliste Rapid (September 2021) |
| --- | ------------------ | ------------------------- | ------------------------------ | ------------------------------- | ------------------------------------ |
| 1   | Magnus Carlsen     | 2855                      | 1                              | 2842                            | 1                                    |
| 2   | Wesley So          | 2778                      | 6                              | 2766                            | 9                                    |
| 3   | Lewon Aronjan      | 2782                      | 5                              | 2761                            | 11                                   |
| 4   | Teymur Rəcəbov     | 2763                      | 10                             | 2747                            | 19                                   |
| 5   | Anish Giri         | 2777                      | 7                              | 2767                            | 8                                    |
| 6   | Hikaru Nakamura    | 2736                      | 19                             | 2836                            | 2                                    |
| 7   | Wladislaw Artemjew | 2699                      | 39                             | 2755                            | 13                                   |
| 8   | M. Vachier-Lagrave | 2763                      | 9                              | 2773                            | 7                                    |
| 9   | S. Məmmədyarov     | 2762                      | 11                             | 2727                            | 28                                   |
| 10  | Jan-Krzysztof Duda | 2756                      | 15                             | 2801                            | 4                                    |

## Ergebnisse
Das Tourfinale gewann T. Rəcəbov vor Nakamura und Aronjan. Aufgrund seines Vorsprungs durch die Bonuspunkte gewann Carlsen jedoch die Tour.
| Pl. | Spieler         | Elo-Rapid | 1 | 2 | 3 | 4 | 5 | 6 | 8 | 7 | 9 | 10 | Punkte | Bonus | Total |
| --- | --------------- | --------- | - | - | - | - | - | - | - | - | - | -- | ------ | ----- | ----- |
| 1   | Magnus Carlsen  | 2842      | – | 0 | 3 | 0 | 3 | 0 | 2 | 2 | 3 | 2  | 12     | 16½   | 31½   |
| 2   | T. Rəcəbov      | 2747      | 3 | – | 3 | 3 | 1 | 1 | 1 | 3 | 3 | 3  | 18     | 6     | 27    |
| 3   | Lewon Aronjan   | 2761      | 3 | 0 | 3 | – | 0 | 3 | 3 | 1 | 0 | 3  | 13     | 8     | 24    |
| 4   | Wesley So       | 2766      | 0 | 0 | – | 0 | 1 | 3 | 2 | 0 | 2 | 3  | 11     | 12½   | 23½   |
| 5   | H. Nakamura     | 2836      | 0 | 2 | 2 | 3 | – | 2 | 1 | 2 | 3 | 2  | 14     | 4     | 21    |
| 6   | W. Artemjew     | 2755      | 3 | 2 | 0 | 0 | 1 | – | 3 | 2 | 0 | 3  | 11     | 3½    | 17½   |
| 8   | Anish Giri      | 2767      | 1 | 2 | 1 | 0 | 2 | 0 | – | 3 | 0 | 0  | 9      | 5½    | 14½   |
| 7   | Vachier-Lagrave | 2773      | 1 | 0 | 3 | 2 | 1 | 1 | 0 | – | 3 | 0  | 11     | 2½    | 13½   |
| 9   | J.-K. Duda      | 2801      | 0 | 0 | 1 | 3 | 0 | 3 | 3 | 0 | – | 2  | 12     | 0     | 12    |
| 10  | S. Mamedyarov   | 2727      | 1 | 0 | 0 | 0 | 1 | 0 | 3 | 3 | 1 | –  | 9      | ½     | 9½    |